# Marylin Simons

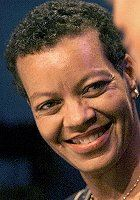
Marylin Simons

Marylin Simons (Paramaribo, 16 oktober 1959) is een Surinaamse schrijfster.

## Biografie
Simons groeide op in Paramaribo, maar genoot een middelbare school-, en HBO-opleiding in Nederland. In 1982 keerde zij terug naar haar geboorteland om hier tot 1986 te verblijven. De tien jaren die hierop volgden, bracht zij door met haar gezin op een zeilboot waarin ze van eiland naar eiland reisde in het Caraïbisch gebied. In 1996 verhuisde ze terug naar Suriname.

## Werk
Jarenlang schreef Simons de column 'Door een andere bril bekeken' voor De Ware Tijd, een Nederlandstalige krant in Suriname. In het najaar van 2001 werd een van haar verhalen gepubliceerd in het Caraïbisch nummer van het tijdschrift De Tweede Ronde. Later dat jaar won zij een verhalenwedstrijd die was uitgeschreven bij gelegenheid van de 700e editie van De Ware Tijd Literair. In 2002 kreeg ze de Kwakoe-literatuurprijs van de Kwakoe Literatuurwedstrijd voor het kort verhaal 'In naam van God en Obya', dat is opgenomen in de verhalenbundel 'Carrousel' (2003). Dit verhaal beschrijft het drama en de intrige binnen een familie, een onderwerp wat vaak voorkomt in de verhalen van Simons.
Haar debuutbundel met korte verhalen 'Carrousel' verscheen in december 2003 bij de Surinaamse uitgeverij Okopipi. Het zijn verhalen in Surinaams-Nederlands waarin gewone mensen in Suriname centraal staan: mensen die je op straat, op de markt of in de bus kunt tegenkomen, met hun problemen van armoede en drugs, met hun idealen en teleurstellingen. De auteur zei daarover: "Het zijn juist die gewone mensen die stof bieden voor een ongewoon verhaal. In uitgebreide versie kwam 'Carrousel' in 2006 uit bij de Nederlandse uitgeverij De Geus onder de titel 'Koorddansers'. Ze werd hiervoor genomineerd voor de Vrouw & Kultuur Debuutprijs 2008. In 2007 verscheen de verhalenbundel 'Waarover we niet moeten praten', waaraan ook Simons een bijdrage leverde met het kort verhaal 'Brandmerk'.  Deze verhalenbundel bevat verhalen van twintig Antilliaanse en Surinaamse schrijfsters van overzee en in Nederland waarin, zoals de titel misschien al doet vermoeden, verschillende taboes worden besproken. Simons droeg ook bij aan de Engelstalige bloemlezing uit de Surinaamse literatuur Diversity is power (2007). Haar kort verhaal '“Blijf stil' is gepubliceerd in de bloemlezing met verhalen van de jongste generatie Surinaamse schrijvers Voor mij ben je hier (2010) samengesteld door Surinamist Michiel van Kempen ter gelegenheid van 35 jaar onafhankelijkheid van Suriname.
Kenmerkend voor de  verhalen van Simons is, dat zij meertalig geschreven zijn: namelijk zowel in het Nederlands als in het Sranan Tongo. Door te schrijven in het Surinaams-Nederlands plaatst Simons zich in een literaire traditie met bijvoorbeeld andere Surinaamse schrijvers zoals R. Dobru, Edgar Cairo en Astrid Roemer. In breder perspectief zijn er vele andere schrijvers in het Caraïbische gebied die hun lokale taal verkozen boven het Frans, Engels, Spaans of Nederlands. Een voorbeeld is hiervan is de van Curaçao afkomstige cultuuractivist en schrijver, Pierre Lauffer.
Ook voor kleine kinderen schreef Simons verhalen, namelijk een moderne kindervariant van een Anansi tori, 'Anansi Dala' (2004) en 'Edo Eén-shirt en Potje Pindakaas' (2005). Beide verhalen zijn uitgekomen met een luister-cd. Voorts verscheen tevens de luister-cd 'Ballon Blaas' (2005) voor kinderen.

## Globale literaire analyse van Simons' oeuvre
Het oeuvre van Marylin Simons, bestaat uit kort verhalen welke een paar duidelijke gemeenschappelijke eigenschappen delen. Hieronder dan ook een weergave van de meest duidelijke terugkomende literaire karakteristieken die aan te wijzen zijn in haar teksten. De terminologie is, hoewel algemeen erkend, ontleend aan Literair Mechaniek (Boven, van & Dorleijn 2003).

### Taalgebruik
Opvallend aan de verhalen is de tweetaligheid waarin zij verschijnen. De teksten zijn overwegend in het Nederlands geschreven maar de elementen in het Sranan tongo zijn zeker significant te noemen. Deze dragen bij aan de ruimte waarin de verhalen zich afspelen en verlevendigen tevens de dialogen die veelvoudig voorkomen. Een fragment uit 'In de schaduw van de tamarinde' uit de verhalenbundel Carrousel (pagina 25) laat dat goed zien:
Het gaat goed met me tant' Doffi, tumsi switi’, antwoordde ik luchtig, nam een paar sinaasappels uit haar schoot en begon te schillen. ‘Maar hoe gaat het met tánte? Maakt tant' Doffi het goed? Ik zie dat tante nog steeds hosselt, zelfs op zondag.’ ‘Ach mi gudu, je tant' Doffi heeft geen klagen baya.
Daarnaast zijn er veel woorden die misschien wel Nederlands zijn, maar doorgaans niet door de gemiddelde Nederlander worden gebruikt. Een voorbeeld hiervan is het woord 'vrijpostigheid' dat onder andere voorkomt in het verhaal 'Ze stuurden me naar Boma'. Woorden als deze, die oubollige overkomen, worden door Surinamers tot op heden nog actief gebruikt, erfenis van het koloniale verleden van Suriname. De dialogen worden op levendige, haast fonetische, wijze weergegeven.

### Thematiek
Simons' achtergrond is sterk waarneembaar in haar werk, niet alleen in het taalgebruik maar ook in de thematiek. In haar verhalen worden verschillende taboes aangekaart en worden alledaagse, sombere en wrede situaties beschreven die zich allemaal in Suriname afspelen met Surinaamse personages die leed wordt aangedaan. Dit leed kent vele vormen, zo vertelt  'Witte lelies' over het verliezen van een dochter en 'Blaka Nene' juist over afgestaan worden door eigen moeder. Een terugkerend fenomeen is de interactie tussen ouderen en jongeren waaruit een bepaalde sociale rangorde blijkt waarbij de jongere (het kind) de oudere (ouder, leraar, familielid of willekeurig iemand) altijd dient te gehoorzamen zonder enig weerwoord te leveren. De volgende passage uit 'Mama' (uit Carrousel, pagina 32) illustreert dit duidelijk:
‘Ik ga je leren... Met wie denk je dat je zo praat, yo ongemanierd beest yo. Manieren zal ik je leren, respect. Ik maak geen grap met vrijpostigheid... yo onbehoorlijk dier yo!’ Ik zal het niet in mijn hoofd halen te vragen of dat alleen voor kinderen geldt: beleefdheid, respect, manieren... Ik zal niet durven, want ik kan niet met pakslaag. Ik zeg je eerlijk, ik kan niet.
De ik-verteller, vertelt de lezer hoe zijn moeder tekeer kon gaan tegen hem en wat voor effect dit op hem heeft. Deze asymmetrische verhouding tussen jong en oud manifesteert zich niet alleen in de fysieke mishandeling in de vorm van geweld, in 'Ze stuurde me naar Boma' wordt de ik-verteller bijvoorbeeld seksueel misbruikt door zijn oom.
Hoewel Simons' verhalen af en toe een huiveringwekkend effect op de lezer hebben, is er gelukkig ook een vrolijke tegennoot. In geuren en kleuren kan de schrijver vertellen over eten. Zo begint het kort verhaal In de schaduw van de tamarinde dat ook verscheen in de verhalenbundel Carrousel (2003), met een gedetailleerde beschrijving van een groentekraam op de markt. Okers, spinazie, kousenband, kailan, amsoi. Geen groen van dezelfde tint. Daartussen pronkten glazuurrode en gele pepers en oranje panpun-schijven. Het verhaal 'Gladys' is bevat ook een mooie beschrijving van eten in een Surinaamse context: Kip is méér dan alleen borst en bout. Dus als dat klaar is eet je die andere dagen bek en nek plus de rest en dat noem ik geen pinaren. Rijst was er bijna altijd, fo dat mag ik echt nie' jokken. Op trottoir klaroen en bita-wiri en wat daar wilde groeien. Dat van Suriname. (pagina 20)
Naast het leed, de taboes en het eten is ook Winti een terugkerend, Surinaams, fenomeen. In het kort verhaal 'Rouwbeklag' lijkt een moeder te vertellen over haar zoon van wie niet alleen de geboorte moeizaam was, maar ook het leven. Ook in de korte verhalen 'Vriendje' en 'In de naam van God en obya' speelt de Surinaamse religie een grote rol.

### Perspectief
Over het algemeen, is er in de verhalen van Marylin Simons sprake van een gedramatiseerde verteller in de vorm van een ik-verteller die tevens ook de focalisator is. Dit houdt in dat de vertelinstantie het verhaal dus zelf meemaakt, en dat de lezer de wereld door zijn of haar ogen aanschouwt. Dit is anders in 'Blijf stil' uit de verhalenbundel 'Voor mij ben je hier' (2010, pagina 30-40) waar sprake is van een niet-gedramatiseerde personale vertelsituatie waar echter wel vanuit één persoon wordt gefocaliseerd.

### Tijd en ruimte
De verhalen van Simons zijn gesitueerd in Suriname. De auteur schrijft vanuit een Caraïbische sociaal-historische en culturele context waarbij in de verhalen alledaagse maar ook wrede situaties centraal staan. De schrijfster heeft naar eigen zeggen een "haat-liefdeverhouding" met haar geboorteland en dat is goed merkbaar in haar verhalen. Het alledaagse komt in verschillende verhalen terug, waarbij de ruimte waarin de verhalen zich afspelen uitvoerig en levendig wordt beschreven.
De tijd waarin de verhalen zich afspelen, is niet duidelijk. Het enige wat vast te stellen is, is dat zij zich afspelen na de afschaffing van slavernij in Suriname. Fabel en sujet lopen in de verhalen over het algemeen niet parallel en Simons maakt veel gebruik van retroversies in de vorm van flashbacks. De verhalen 'Carrousel' en 'Ze stuurden me naar Boma' demonstreren dit duidelijk. Deze flashbacks hebben een duidelijke functie: zij verklaren namelijk waarom de personages zich op een bepaalde manier gedragen en verlenen psychologische diepgang aan de karaktertekening. Het tijdsverloop geschiedt diffuus en de verteller beschikt over meer informatie dan de lezer. De lezer vergaart naarmate het lezen, door middel van flashbacks uiteindelijk tekstbegrip.

## Gepubliceerde titels

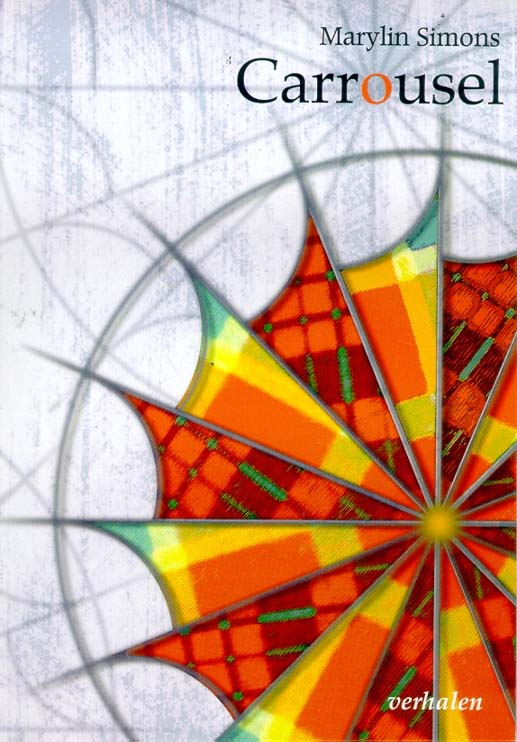
Carrousel; omslag van Claudett de Bruin

- Drie Surinaamse verhalen, onderdeel van later gepubliceerde Carrousel (2002)
- Carrousel (2003)
- Anansi Dala (2004)
- Edo eén-shirt en potje pindakaas (2005)
- Koorddansers (2005)
- Hoogste tijd om schoon te maken (2006)